# Guardian Pipeline
Guardian Pipeline — трубопровід в США на захід від озера Мічиган, що постачає природний газ із хабу Joilet до північних районів Іллінойсу та штату Вісконсин.
Газопровід Guardian довжиною 141 миля, виконаний в діаметрі труб 900 мм, ввели в експлуатацію на початку 2000-х. Він починається у газовому хабі Joilet поблизу Чикаго, куди постачається ресурс через потужні газопровідні мережі піденного напрямку (Natural Gas Pipeline Company of America, ANR Pipeline) та Канади (Northern Border, Alliance). Кінцевою точкою при цьому була Ixonia біля Мілвокі. Первісна пропускна здатність Guardian Pipeline становила 7,7 млрд м3 на рік.
У 2009 році газопровід подовжили на 119 миль від Ixonia до округу Автаґемі у тому ж Вісконсині. Завдяки спорудженню двох додаткових компресорних станцій пропускна здатність зросла на 5,5 млрд м3 на рік.